# Heinrich Julius Kämmel
Heinrich Julius Kämmel (né le 17 février 1813 à Saalendorf et mort le 24 septembre 1881 à Zittau) est un professeur de lycée et homme politique saxon.

## Biographie
Kämmel est le fils du facteur Carl Gottlieb Kämmel. Il étudie la philologie et l'histoire à l'université de Leipzig de 1833 à 1837. À partir de 1838, il est professeur au lycée de Zittau (de), à partir de 1845 sous-recteur, à partir de 1851 vice-recteur, à partir de 1854 recteur. En plus de ses activités d'enseignant, il publie de nombreux articles, notamment sur des sujets historiques.
Kämmel est également un homme politique : en 1849, il est le député de la première circonscription saxonne du Parlement de Francfort et, à partir de décembre 1849, député de la seconde chambre du Parlement de l'État de Saxe (de) à Dresde. En 1871, il est conseiller municipal de Zittau et, en 1877, il occupe le poste d'officier des pauvres. En 1879, il est citoyen d'honneur de Zittau.
Son fils Otto Kaemmel (de) (1843-1917) est également professeur de lycée et directeur de lycées à Dresde et à Leipzig.

## Publications (sélection)
- Wodurch kann das Haus die Thätigkeit der Schule unterstützen?, Förstner, Zittau, 1860.
- Geschichte des Deutschen Schulwesens im Uebergange vom Mittelalter zur Neuzeit . Édité par Otto Kaemmel à partir de sa succession. Duncker & Humblot, Leipzig, 1882.
- De nombreux articles dans la Biographie générale allemande